# 46. ceremonia wręczenia Cezarów
46. ceremonia wręczenia francuskich nagród filmowych Cezarów za rok 2020 odbyła się 12 marca 2021 roku w sali koncertowej Olympia.
Nominacje do tej edycji nagród zostały ogłoszone 10 lutego 2021 roku.
Galę wręczenia nagród prowadziła Marina Fois.

## Laureaci i nominowani

### Najlepszy film
Producenci − Film
- Catherine Bozorgan – Żegnajcie, głupcy
  - Muriel Meynard – Nastolatki
  - Laetitia Galitzine i Aurélie Trouvé-Rouvière – Osiołek, kochanek i ja
  - Frédéric Niedermayer – Dyskretny urok niebezpiecznych myśli
  - Eric Altmayer i Nicolas Altmayer – Lato 85

### Najlepszy film zagraniczny
Reżyser − Film • Kraj produkcji
- Thomas Vinterberg – Na rauszu (Dania)
  - Sam Mendes – 1917 (Wielka Brytania)
  - Jan Komasa – Boże Ciało (Polska)
  - Todd Haynes – Mroczne wody (Stany Zjednoczone)
  - Jonás Trueba – Sierpień w Madrycie (Hiszpania)

### Najlepszy film debiutancki
- My dwie – Filippo Meneghetti
  - Rola mojego życia – Nicolas Maury
  - Gwiazdeczki – Maïmouna Doucouré
  - Po prostu czarny – Jean-Pascal Zadi
  - Arabski blues – Manele Labid

### Najlepszy reżyser
- Albert Dupontel – Żegnajcie, głupcy
  - Maïwenn – DNA
  - Sébastien Lifshitz – Nastolatki
  - Emmanuel Mouret – Dyskretny urok niebezpiecznych myśli
  - François Ozon – Lato 85

### Najlepszy scenariusz oryginalny
- Albert Dupontel – Żegnajcie, głupcy
  - Caroline Vignal – Osiołek, kochanek i ja
  - Emmanuel Mouret – Dyskretny urok niebezpiecznych myśli
  - Filippo Meneghetti i Malysone Bovorashy – My dwie
  - Benoît Delépine i Gustave Kerven – Wykasuj historię

### Najlepszy scenariusz adaptowany
- Stéphane Demoustier – Dziewczyna z bransoletką
  - Gonzalo Tobal – Oskarżona
  - Olivier Assayas – Wasp. Sieć szpiegów
  - Hannelore Cayre i Jean-Paul Salomé – La daronne
  - François Ozon – Lato 85
  - Éric Barbier – Tęsknota

### Najlepszy aktor
- Sami Bouajila – Syn jako Fares Ben Youssef
  - Jonathan Cohen – Ogromny jako Frédéric
  - Albert Dupontel – Żegnajcie, głupcy jako JB
  - Niels Schneider – Dyskretny urok niebezpiecznych myśli jako Maxime
  - Lambert Wilson – De Gaulle jako Charles de Gaulle

### Najlepsza aktorka
- Laure Calamy – Osiołek, kochanek i ja jako Antoinette
  - Martine Chevallier – My dwie jako Madeleine
  - Virginie Efira – Żegnajcie, głupcy jako Suze Trappet
  - Camélia Jordana – Dyskretny urok niebezpiecznych myśli jako Daphné
  - Barbara Sukowa – My dwie jako Nina Dorn

### Najlepszy aktor w roli drugoplanowej
- Nicolas Marié – Żegnajcie, głupcy jako M. Blin
  - Édouard Baer – Jak być dobrą żoną jako André Grunvald
  - Louis Garrel – DNA jako François
  - Benjamin Lavernhe – Osiołek, kochanek i ja jako Vladimir
  - Vincent Macaigne – Dyskretny urok niebezpiecznych myśli jako François

### Najlepsza aktorka w roli drugoplanowej
- Émilie Dequenne – Dyskretny urok niebezpiecznych myśli jako Louise
  - Fanny Ardant – DNA jako Caroline
  - Valeria Bruni Tedeschi – Lato 85 jako Madame Gorman
  - Noémie Lvovsky – Jak być dobrą żoną jako Marie -Thérèse
  - Yolande Moreau – Jak być dobrą żoną jako Gilberte Van der Beck

### Nadzieja kina (aktor)
- Jean-Pascal Zadi – Po prostu czarny jako JP
  - Guang Huo – Nocna jazda jako Jin
  - Félix Lefebvre – Lato 85 jako Alexis Robin
  - Benjamin Voisin – Lato 85 jako David Gorman
  - Alexandre Wetter – Miss jako Alex

### Nadzieja kina (aktorka)
- Fathia Youssouf – Gwiazdeczki jako Aminata
  - Mélissa Guers – Dziewczyna z bransoletką jako Lise
  - India Hair – Poissonsexe jako Lucle
  - Julia Piaton – Dyskretny urok niebezpiecznych myśli jako Victoire
  - Camille Rutherford – Felicità jako Chloé

### Najlepsza muzyka
- Nocna jazda – Rone
  - Żegnajcie, głupcy – Christophe Julien
  - DNA – Stephen Warbeck
  - Osiołek, kochanek i ja – Mateï Bratescot
  - Lato 85 – Jean-Benoït Dunckel

### Najlepsze zdjęcia
- Żegnajcie, głupcy – Alexis Kavyrchine
  - Nastolatki – Antoine Parouty i Paul Guilhaume
  - Osiołek, kochanek i ja – Simon Beaufils
  - Dyskretny urok niebezpiecznych myśli – Laurent Desmet
  - Lato 85 – Hichame Alaouié

### Najlepszy montaż
- Nastolatki – Tina Baz
  - Żegnajcie, głupcy – Christophe Pinel
  - Osiołek, kochanek i ja – Annette Dutertre
  - Dyskretny urok niebezpiecznych myśli – Marital Salomon
  - Lato 85 – Laure Gardette

### Najlepsza scenografia
- Żegnajcie, głupcy – Carlos Conti
  - Jak być dobrą żoną – Thierry François
  - Dyskretny urok niebezpiecznych myśli – David Faivre
  - De Gaulle – Nicolas De Boiscuillé
  - Lato 85 – Benoît Barouh

### Najlepsze kostiumy
- Jak być dobrą żoną – Madeline Fontaine
  - Żegnajcie, głupcy – Mimi Lempicka
  - Dyskretny urok niebezpiecznych myśli – Hélène Davoudian
  - De Gaulle – Anaïs Romand i Sergio Ballo
  - Lato 85 – Pascaline Chavanne

### Najlepszy dźwięk
- Nastolatki – Yolande Decarsin, Jeanne Delplancq, Fanny Martin i Olivier Goinard
  - Żegnajcie, głupcy – Jean Minondo, Gurwal Coïc-Gallas i Cyril Holtz
  - Osiołek, kochanek i ja – Guillaume Valex, Fred Demolder i Jean-Paul Hurier
  - Dyskretny urok niebezpiecznych myśli – Maxime Gavaudan, François Mereu i Jean-Paul Hurier
  - Lato 85 – Brigitte Taillandier, Julien Roig i Jean-Paul Hurier

### Najlepszy film animowany
- Josep – Aurel
  - Dziki Zachód Calamity Jane – Rémi Chayé
  - Mały wampir – Joann Sfar

### Najlepszy film dokumentalny
- Nastolatki – Sébastien Lifshitz
  - La Cravate – Etienne Chaillou and Mathias Théry
  - Cyrille Agriculteur, 30 Ans, 20 Vaches, Du Lait, Du Beurre, Des Dettes – Rodolphe Marconi
  - Histoire D’Un Regard – Mariana Otero
  - Un Pays Qui Se Tient Sage – David Du Fresne

### Najlepszy film krótkometrażowy
- Qu'importe si les bêtes meurent – Sofia Alaoui
  - L'aventure atomique – Loïc Barché
  - Baltringue – Josza Anjembe
  - Je serais parmi les amandiers – Marie Le Floc’h
  - Un Adieu – Mathilde Profit

### Najlepszy animowany film krótkometrażowy
- L'heure de l'Ours – Agnès Patron
  - Bach-Hông – Elsa Duhamel
  - L'Odysée de Choum – Julien Bisaro
  - La tête dans les orties – Paul Cabon